# Brewton (Alabama)
 For alternative betydninger, se Brewton (flertydig). (Se også artikler, som begynder med Brewton)
Brewton er en by i den sydlige del af delstaten Alabama i USA. Byen har 5.276 (2020) indbyggere og er hovedby i det amerikanske county Escambia County.

## Ekstern henvisning
- Wikimedia Commons har flere filer relateret til Brewton (Alabama)
- Officiel hjemmeside